# Военно-морские силы Боливии

Флаг ВМС Боливии

Военно-морские силы Боливии (исп. Fuerza Naval Boliviana) — один из видов вооружённых сил Боливии, образованы 19 ноября 1826 года и существуют до сих пор, несмотря на утрату Боливией выхода к морю в результате поражения в Тихоокеанской войне. До 1993 года назывались Военно-морским флотом Боливии (исп. Armada Boliviana).

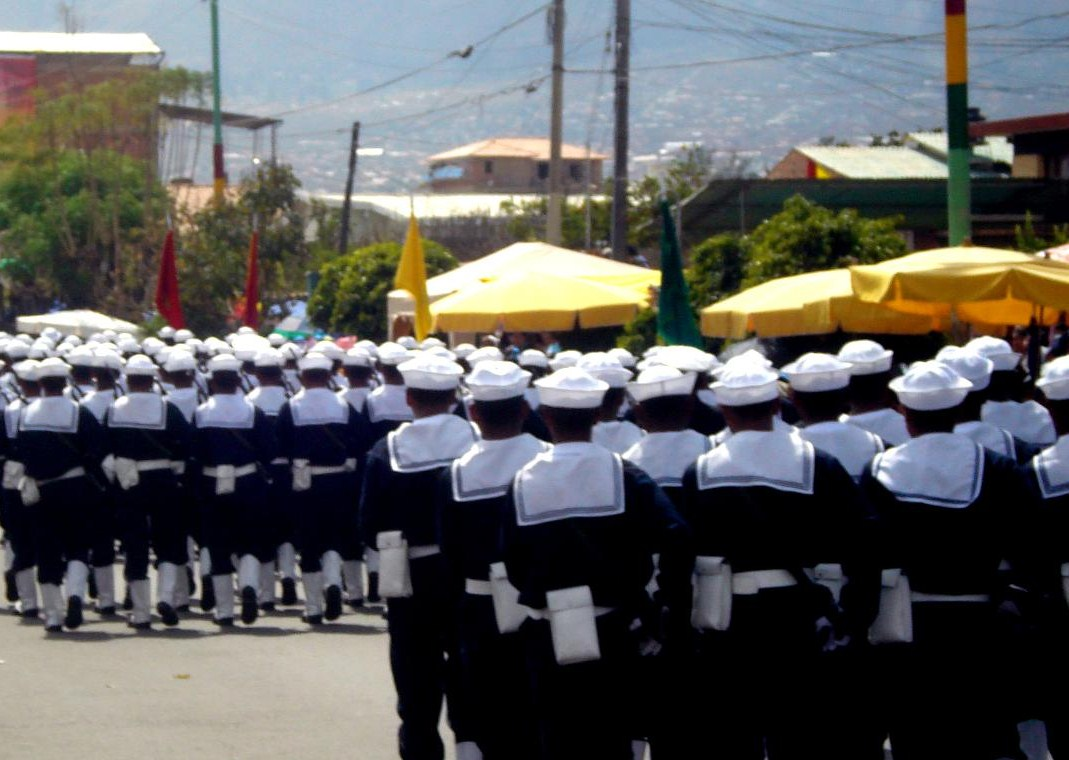
Боливийские моряки маршируют по городу Кочабамба

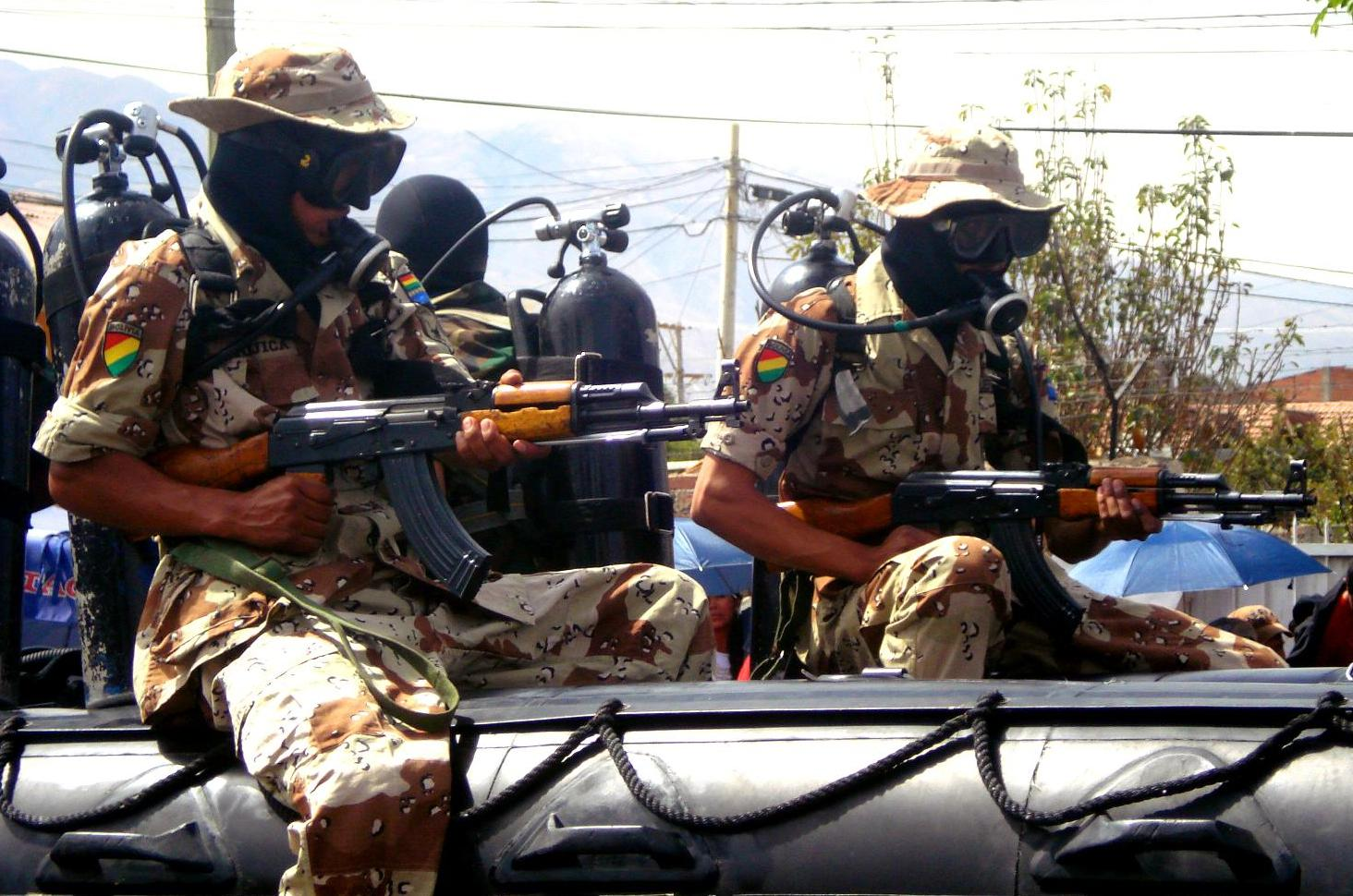
Боливийские морские пехотинцы на надувных лодках

## История
В результате поражения в тихоокеанской войне 1879—1883, Боливия потеряла выход к морю из-за захвата чилийцами прибрежных территорий Боливии. Тем не менее, в составе боливийских вооружённых сил остался военно-морской компонент.
В 1970 году речной флот состоял из 10 речных судов.
По состоянию на начало 2022 года ВМС насчитывали 4,8 тыс. человек (из них — 1,7 тыс. в составе морской пехоты), 9 речных патрульных катеров, судно обеспечения «Моджо Хуайна» и 2 госпитальных судна.
В настоящее время военно-морские силы Боливии используются для операций на реках страны и озере Титикака.

## Структура
Боливийские военно-морские силы оперируют на обширных речных и озерных территориях страны. Их функции разделены между соответствующими морскими регионами и морскими районами (Áreas Navales y Distritos Navales), названия которых происходят от речного бассейна или региона, в котором они действуют:
А.Н. 1 «Кочабамба»
А.Н. 2 «Санта-Крус»
А.Н. 3 «Бермехо»
А.Н. 4 «Ла Пас»
DN1 Первый военно-морской район «BENI»
DN2 Второй военно-морской район «MAMORE»
DN3 Третий военно-морской район «WOOD»
DN4 Четвёртый военно-морской район «Титикака»
DN5 Пятый морской район «Санта-Крус де ла Сьерра»
DN6 Шестой военно-морской район «COBIJA»
DN7 Седьмой военно-морской район «WATERCHAFFER»

## Пункты базирования
Поскольку Боливия не имеет выхода к морю, ВМС этой страны базируется на озере Титикака, матросы и военные водолазы расквартированы в городе Сан-Педро-де-Тикина, на берегу пролива Тикина, там же расположен главный штаб флота.

## Флаги кораблей и судов
| Флаг | Гюйс | Вымпел боевых кораблей |
| ---- | ---- | ---------------------- |
|      |      | нет данных             |